# Canthidium hespenheidei
Canthidium hespenheidei är en skalbaggsart som beskrevs av Henry Fuller Howden och Young 1981. Canthidium hespenheidei ingår i släktet Canthidium och familjen bladhorningar. Inga underarter finns listade.